# Плейделл-Бувери, Джейкоб, 2-й граф Рэднор
Джейкоб Плейделл-Бувери, 2-й граф Рэднор (англ. Jacob Pleydell-Bouverie, 2nd Earl of Radnor; 4 марта 1750 — 27 января 1828) — британский пэр и политик. Он был известен как Достопочтенный Джейкоб Плейделл-Бувери с 1761 по 1765 год и виконт Фолкстон  с 1765 по 1776 год.

## Биография
Он родился 4 марта 1750 года в Вестминстере. Единственный сын Уильяма Бувери, 1-го графа Рэднора (1725—1776), и его первой жены Гарриет Плейделл (? — 1750), дочери сэра Марка Стюарта Плейделла. Джейкоб получил образование в школе Харроу и Университетском колледже Оксфорда, где он получил степень бакалавра в 1770 году и степень магистра в 1773 году.
Он заседал в Палате общин Великобритании от Солсбери с 1771 по 1776 год.
23 января 1776 года после смерти своего отца Джейкоб Плейделл-Бувери унаследовал титулы 2-го графа Рэднора, 2-го барона Плейделл-Бувери (графство Беркшир), 3-го виконта Фолкстона из Фолкстона (графство Кент), 3-го лорда Лонгфорда (графство Уилтшир) и 5-го баронета де Бувери.
В феврале 1779 года Рэднор стал членом Общества антиквариев. В сентябре 1779 года он был назначен капитаном Нортгемптонширского полка ополчения. В ноябре 1780 года он был назначен заместителем лейтенанта Уилтшира, с 1791 по 1819 год он занимал пост лорда-лейтенанта Беркшира. С 1791 по 1800 год — полковник Беркширской милиции.
Лорд Рэднор стал директором Французской больницы в 1789 году, а позже стал губернатором. Последующие графы Рэднор были управляющими больницы с XVIII века по 2015 год.
Член Лондонского королевского общества (с 1795 года), верховный стюард Уоллингфорда (с 1799), заместитель лейтенанта графства Кент (с 1802 года).
77-летний лорд Рэднор скончался в замке Лонгфорд в Уилтшире в 1828 году, и ему наследовал его старший сын Уильям.

## Семья
24 января 1777 года лорд Рэднор женился на достопочтенной Энн Данкомб (? — 14 октября 1829), дочери Энтони Данкомба, 1-го барона Февершема, и Энн Хейлз. У супругов восемь детей:
- Леди Мэри Энн Плейделл-Бувери (28 апреля 1778 — 5 октября 1790)
- Уильям Плейделл-Бувери, 3-й граф Рэднор (1 мая 1779 — 9 апреля 1869), старший сын и преемник отца.
- Достопочтенный Данкомб Плейделл Плейделл-Бувери[англ.] (28 июня 1780 — 5 ноября 1850)
- Достопочтенный Лоуренс Плейделл-Бувери (6 августа 1781 — 23 ноября 1811)
- Леди Гарриет Плейделл-Бувери (2 сентября 1782 — 31 декабря 1794)
- Леди Барбара Плейделл-Бувери (17 октября 1783 — 26 июня 1798)
- Преподобный Достопочтенный Фредерик Плейделл-Бувери (16 ноября 1785 — 6 июня 1857); женился на Элизабет Салливан, дочери сэра Ричарда Салливана, 1-го баронета. У них было десять детей.
- Достопочтенный Филип Плейделл-Бувери[англ.] (21 октября 1788 — 27 мая 1872).